# پنیر رگه‌آبی

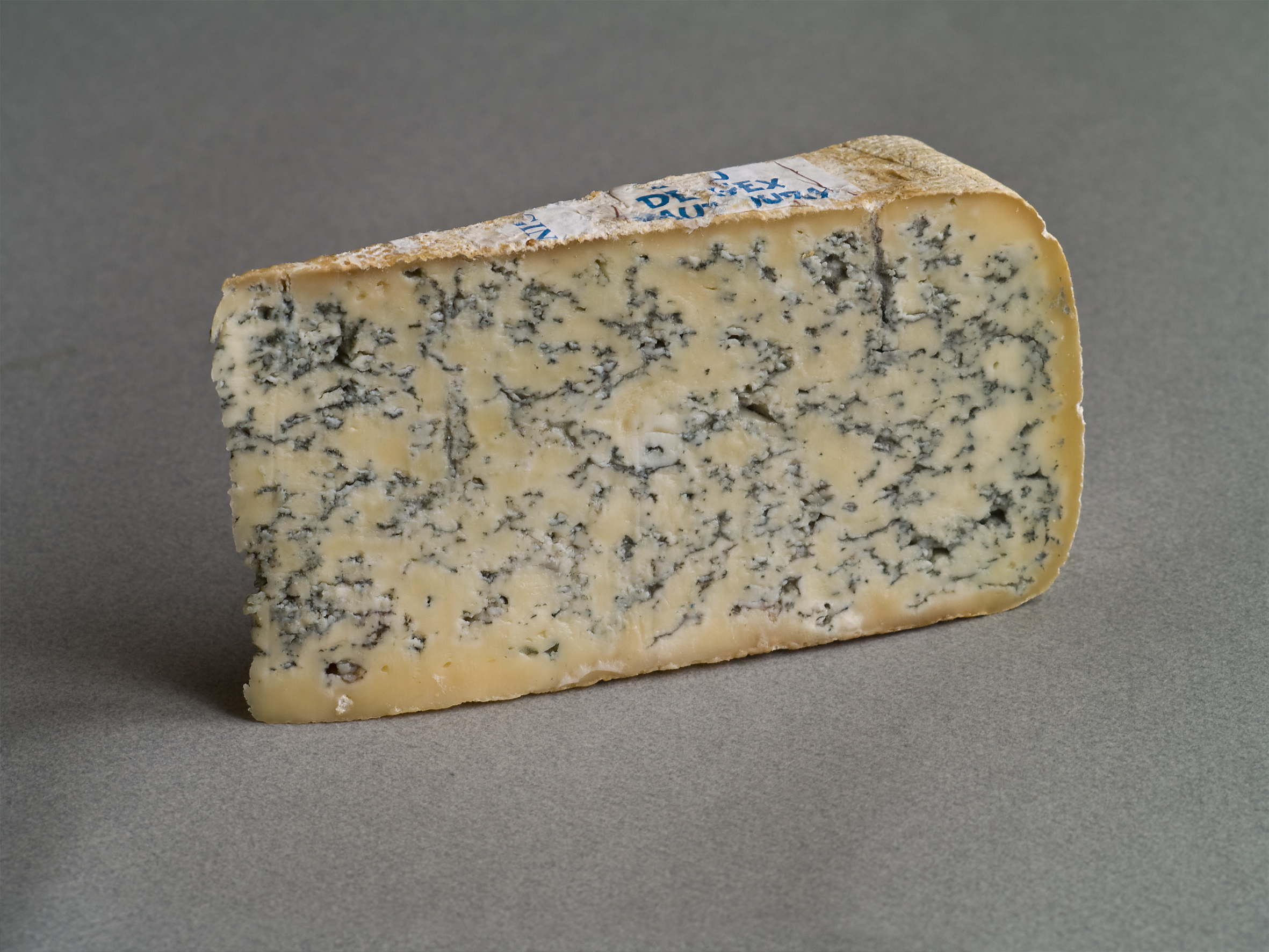
نمونه یک پنیر رگه آبی مشهور به بلو دو ژکس

پنیر رگه‌آبی، پنیر آبی یا بلوچیز (به انگلیسی: Blue cheese) نوعی پنیر است که با کپک آبی پرورده می‌شود. پنیر رگه‌آبی یا پنیر آبی نامی کلی برای انواعی از پنیر است که از شیر گاو، گوسفند یا بز و به کمک کپک پنی‌سیلیوم تولید می‌شود. این نوع پنیر بیشتر در سالادها یا به‌عنوان مزه استفاده می‌شود و طعم مخصوصی دارد. به گفته کارشناسان این پنیر با پسته سرو می‌شود. بسته به نوع پنیر، باکتری را می‌توان در زمان دَلَمه‌بستن اضافه کرد یا اینکه پس از سفت‌شدن پنیر این کار را انجام داد. این پنیر معمولاً در یک روال با دمای کنترل‌شده تهیه می‌شود، مثلاً با استفاده از دستگاه مخصوص. این محصول را می‌توان به‌تنهایی مصرف کرد یا اینکه به‌صورت خردشده بر روی غذا پاشید یا اینکه همراه با غذا گرم کرد تا ذوب شود. از ویژگی‌های پنیر آبی، گرایش عطر و طعم آن به تیزی و شوری است. بوی این پنیر به نوع باکتری و ظرف و قالبی بستگی دارد که در آن رشد می‌کند؛ مثلاً باکتری Brevibacterium linens، عامل بوی اغلب پنیرهای آبی، بوی پا و بوی بدن است.

## تاریخچه
اعتقاد بر این است پنیر آبی به‌طور تصادفی و زمانی که پنیر در دمای طبیعی و در غارهای با رطوبت کنترل شده‌است نگهداری شده، به محیطی مساعد برای رشد انواع بسیاری با کتری‌های بی‌ضرر تبدیل و کشف شده. بنا به افسانه، رگفرت (Roquefort) زمانی کشف شد که یک جوان با دیدن یک دختر زیبا ناهار خود را که از نان و پنیر شیرگاومیش تهیه شده بود در یک غار رها کرد. وقتی که او پنیر  ساز یک ماه بعد بازگشت، قالب (roqueforti پنی سیلیوم) پنیر را به رگفرت تبدیل کرده بود. و این پنیر را می توان به عنوان قدیمی ترین پنیر شناخته شده یاد کرد.
اغلب ادعا می‌شود که رگفرت توسط پلینیِ پیر (Pliny) در سا ل۷۹ میلادی مورد احترام قرار می‌گرفته. با این حال طبق نوشت‌ها، پلینی از پنیری نام برده از طرف قبیله گول‌ها ولی به منشأ و حتی رنگ آبی آن اشاره نشده.
Gorgonzola یکی از قدیمی‌ترین پنیرهای آبی شناخته شده‌است که در سال ۸۷۹ پس از میلاد ساخته شده ولی تا قرن ۱۱ دارای رگه‌های آبی نبوده. Stilton نوع جدیدی از پنیر است که در اواخر قرن ۱۸ ساخته شده. انواع جدیدتری از چنیر نیز ساخته شدند که نوع قرن ۲۱ آن Danablu و Cambozola هستند که به دلیل پر کردن جای خالی پنیر Roquefort تولید شدند. پنیر Roquefort به دلیل هزینه مواد اولیه و سیاست‌های اقتصادی گران شده بود.

## ارزش غذایی
طبق اسناد USDA، میزان ۱۰۰ گرم پنیر آبی به‌طور متوسط دارای مواد غذایی زیر است:
| نوع              | مقدار در ۱۰۰ گرم |
| ---------------- | ---------------- |
| انرژی            | ۳۵۳kcal          |
| قند (کربوهیدرات) | ۲٫۳۴ گرم         |
| فیبر             | ۰ گرم            |
| چربی             | ۲۸٫۷ گرم         |
| پروتئین          | ۲۱٫۴ گرم         |

## تولید

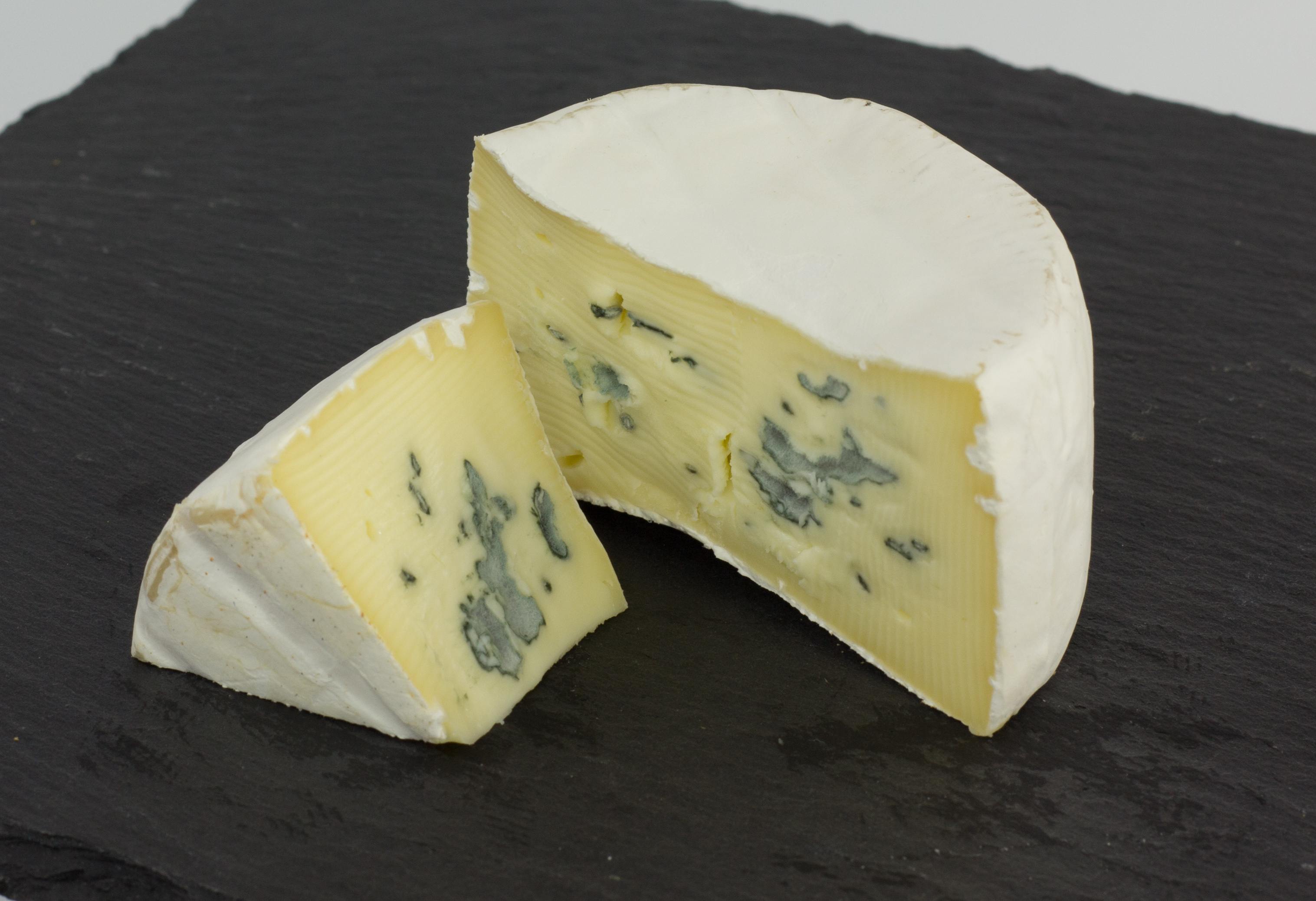
پنیر رگه‌آبی

کپکی که به رقفرت کاراکتر متمایز (پنی‌سیلیوم roqueforti) می‌دهد را می‌توان در خاک غارهای محلی پیدا کرد. مشابه انواع دیگر پنیر، روند ساخت پنیر آبی متشکل از شش مرحله استاندارد و همچنین مراحل بیشتر است که به این پنیر خاصیت رگه آبی منحصر به فرد آن می‌دهد. گام اول اسیدی کردن است که در آن یک استارتر به شیر اضافه می‌شود تا تغییر لاکتوز به اسید لاکتیک انجام شود؛ نتیجه تغییر اسیدیته شیر و تبدیل آن از مایع به جامد است. گام دوم انعقاد است، که در آن مایه پنیر (مخلوطی از رنین و مواد موجود در دیواره معده گوساله) برای سفت شدن بیشتر شیر اضافه می‌شود. پس از این، برای انتشار بیشتر مایع یا آب پنیر، دلمه را با چاقو به ضخامت مختلف برش می‌دهند. هرچه برش‌های نازکتر باشد، پنیر به‌دست آمنده ضخیم‌تر و سفت‌تر خواهد بود. مرحله بعد افزودن نمک است تا طعم آن را تأمین کند؛ همچنین به عنوان نگهدارنده عمل می‌کند و بنابراین پنیر فاسد نمی‌شود. در مرحله بعد، پنیر شکل داده می‌شود و با وزنه فشرده می‌شود که به اخراج هر مایع بیش منجر می‌شود. گام نهایی رساندن پنیر به پیری است. درجه حرارت و سطح رطوبت در اتاقی که باعث رسیدن (پیری) پنیر می‌شود باید نظارت شود تا از فاسد نشدن پنیر یا از دست دادن عطر و طعم مطلوب و بافت آن است اطمینان حاصل شود.
پنیر آبی تحت مراحل تخمیر قرار می‌گیرد تا رگه‌های آبی در تمام طول آن پیچ و تاب بخورد. رگه‌های آبی نتیجه اضافه کردن پنی‌سیلیوم roqueforti و glaucum به روند پنیر سازی است. اغلب پس از دلمه بستن به ظروف اضافه می‌شود. اگر چه پنی‌سیلیوم roqueforti و glaucum پنی‌سیلیوم به‌طور طبیعی یافت می‌شود، ولی پنیر سازان امروزه از پنی‌سیلیوم‌های تولیدشده به روش تجاری استفاده می‌کنند که خشک‌شده و یخ‌زده هستند. پس علاوه بر این از قالب به پنیر، گام مهم بعدی سوزن زدن است، به‌طوری که در توپ‌های پنیر آبی سوراخ ایجاد می‌شود و دهانه‌های کوچک اجازه می‌دهد تا هوا را وارد پنیر شود و تغذیه باکتری قالب جهت تشکیل رگه‌های آبی صورت بپذیرد.

## نگارخانه

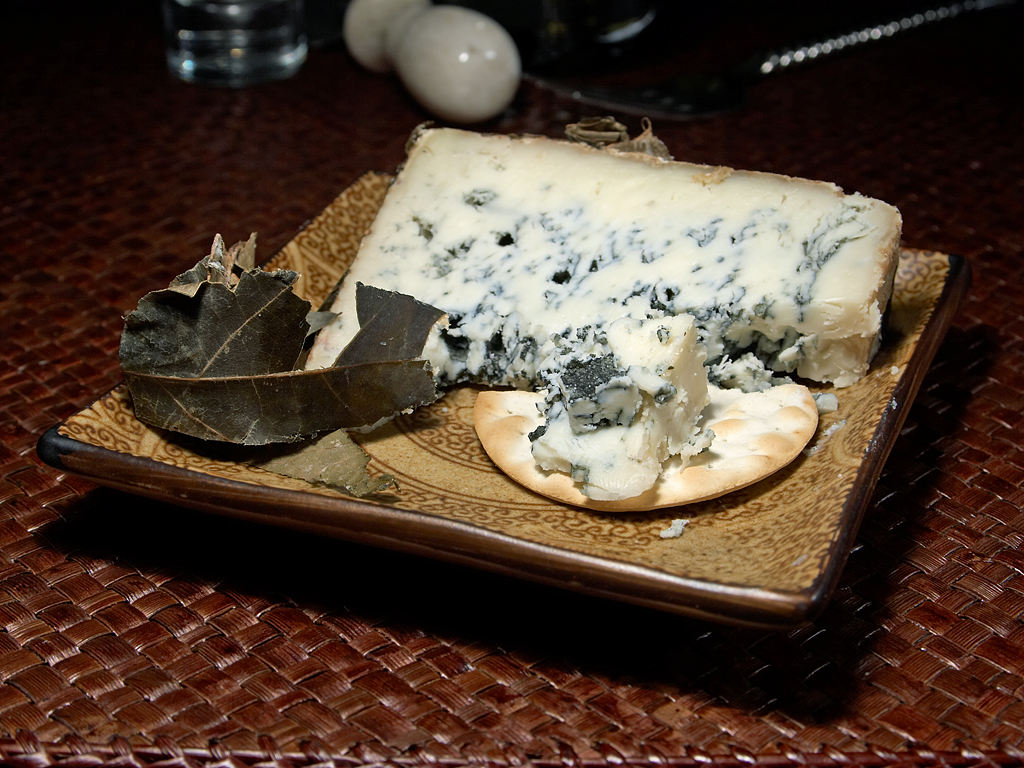
Cabrales cheese
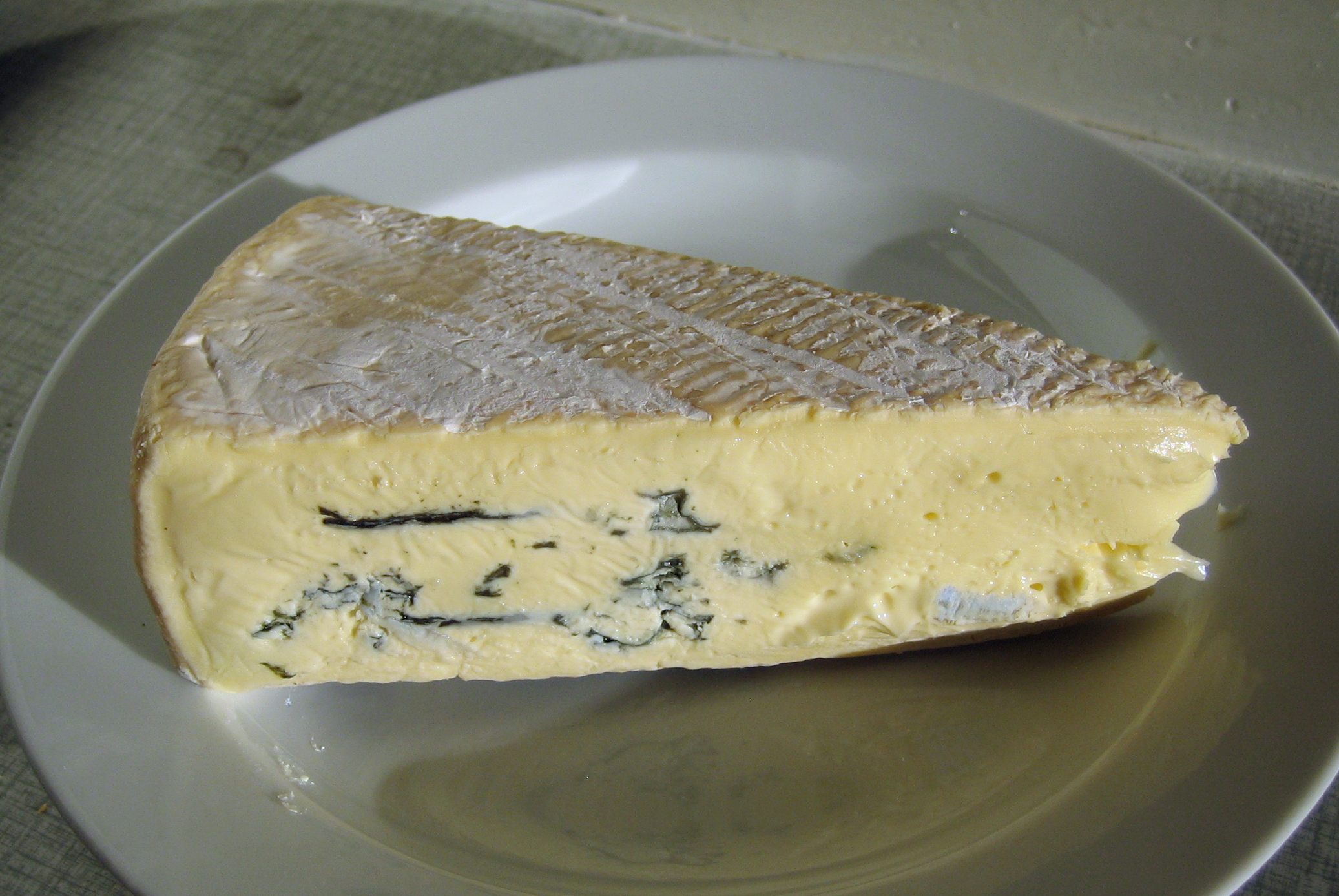
کامبوتسولا
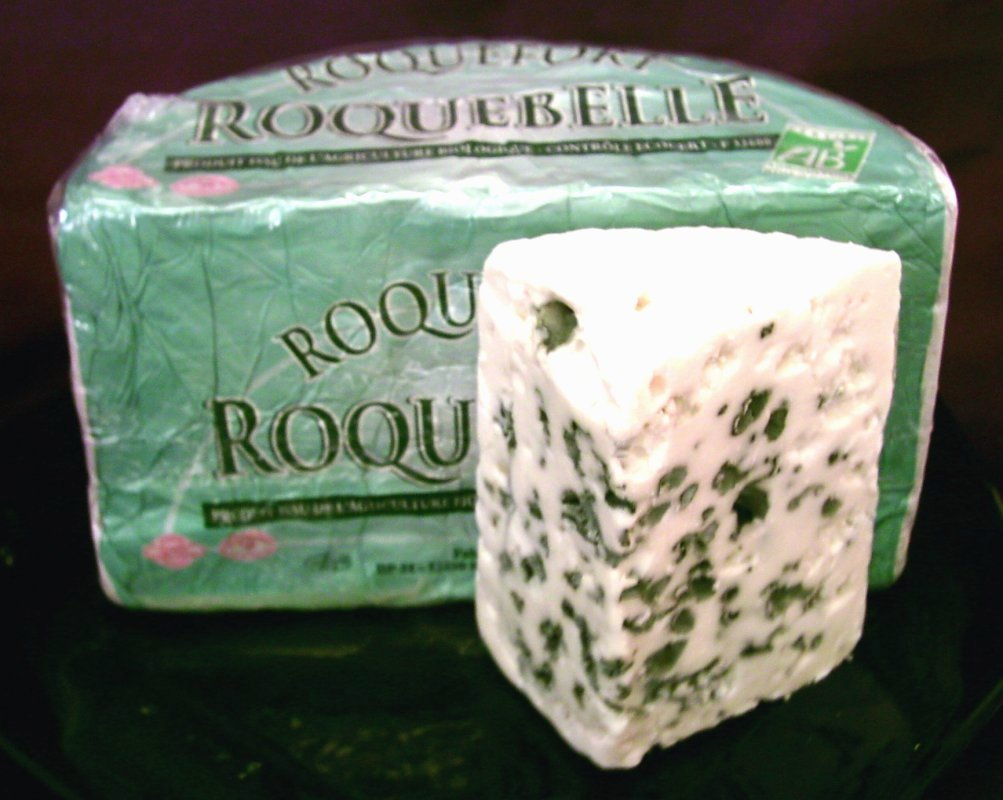
پنیر روکفور
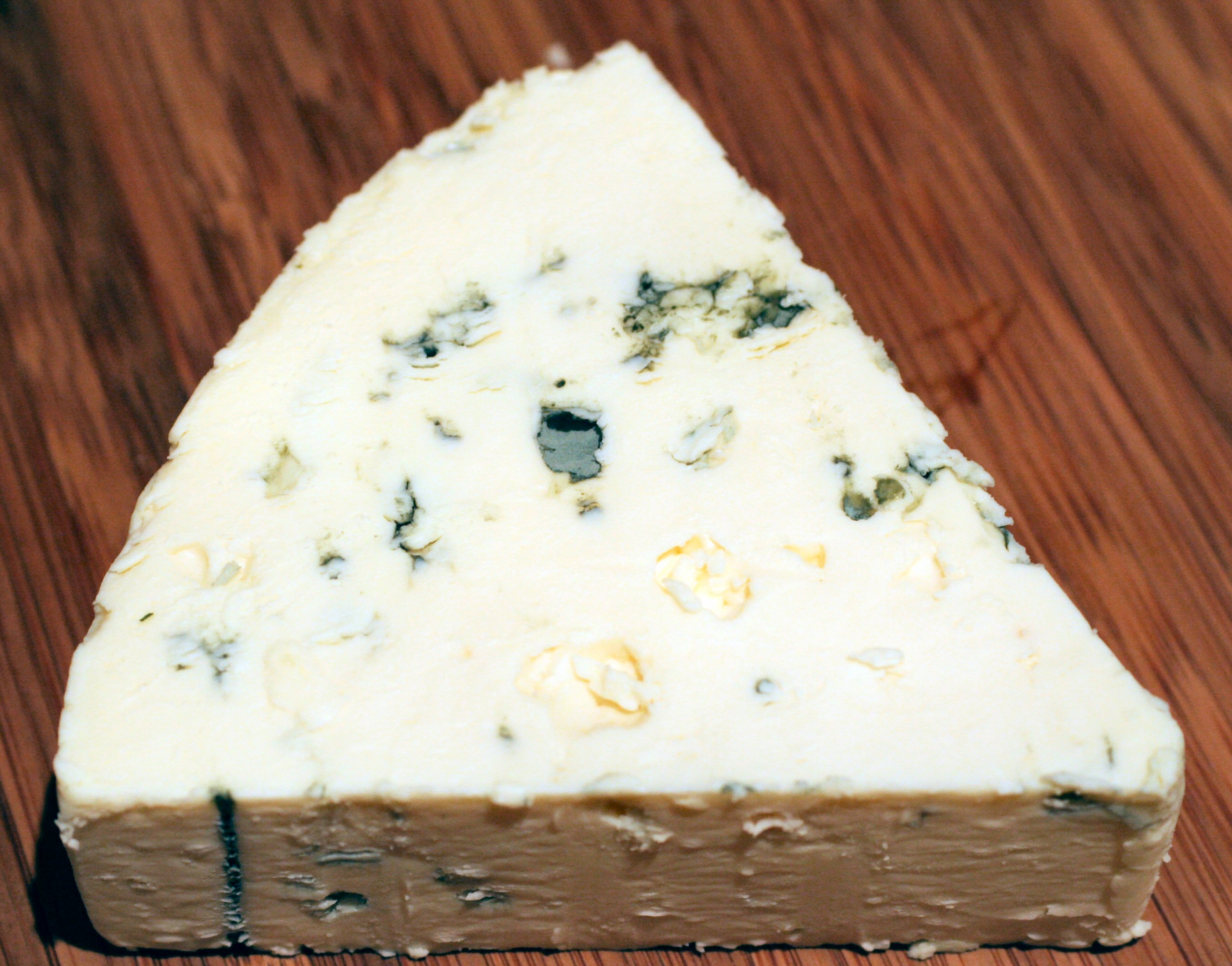
پنیر رگه‌آبی دانمارکی
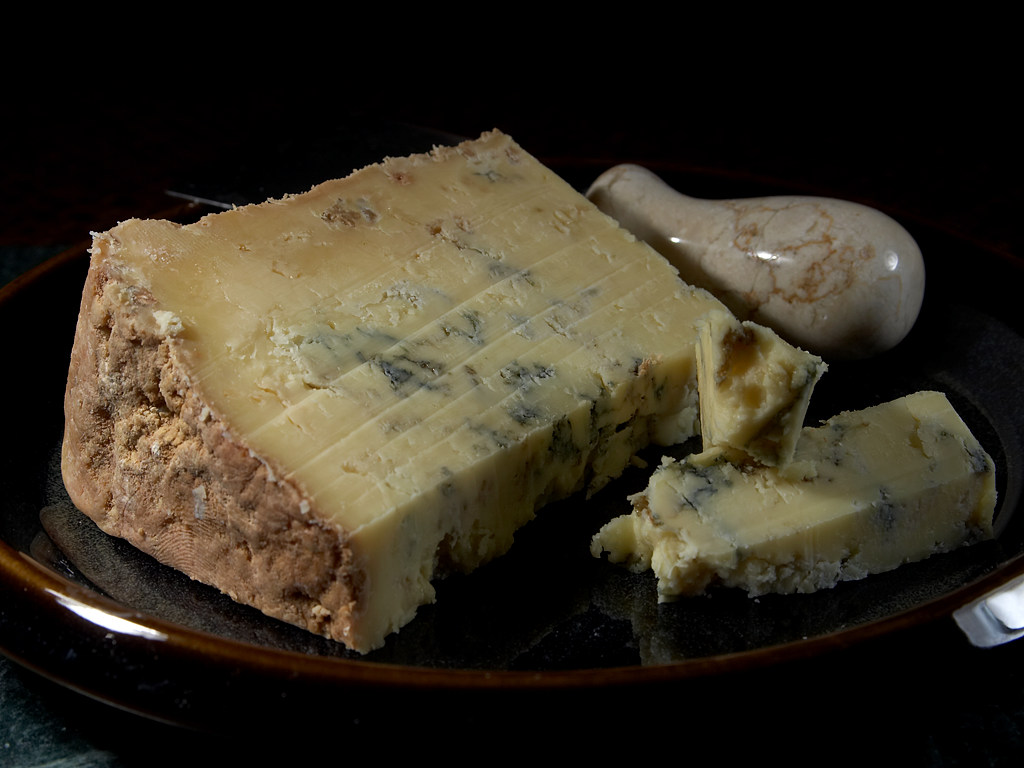
Dorset Blue Vinney cheese
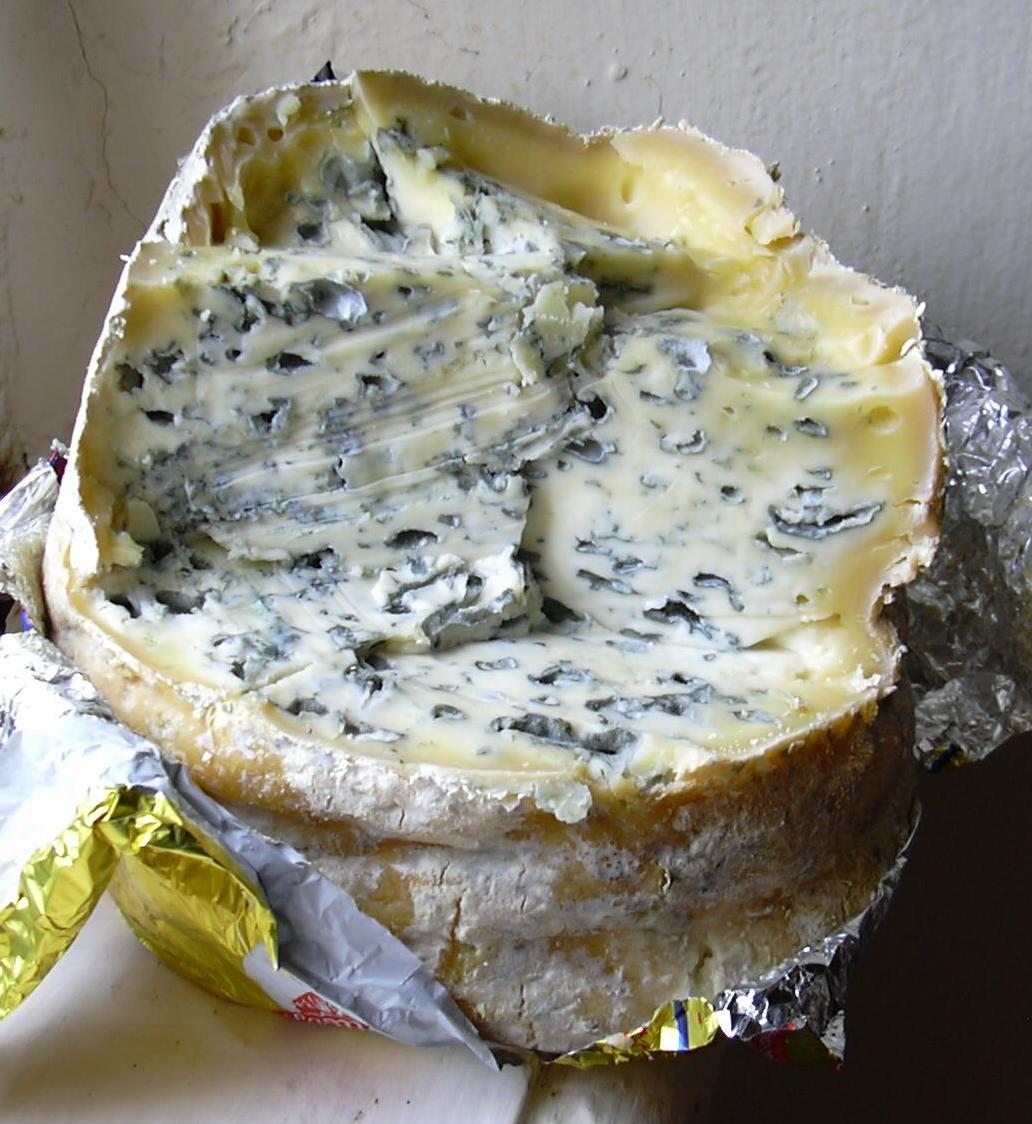
Fourme d'Ambert
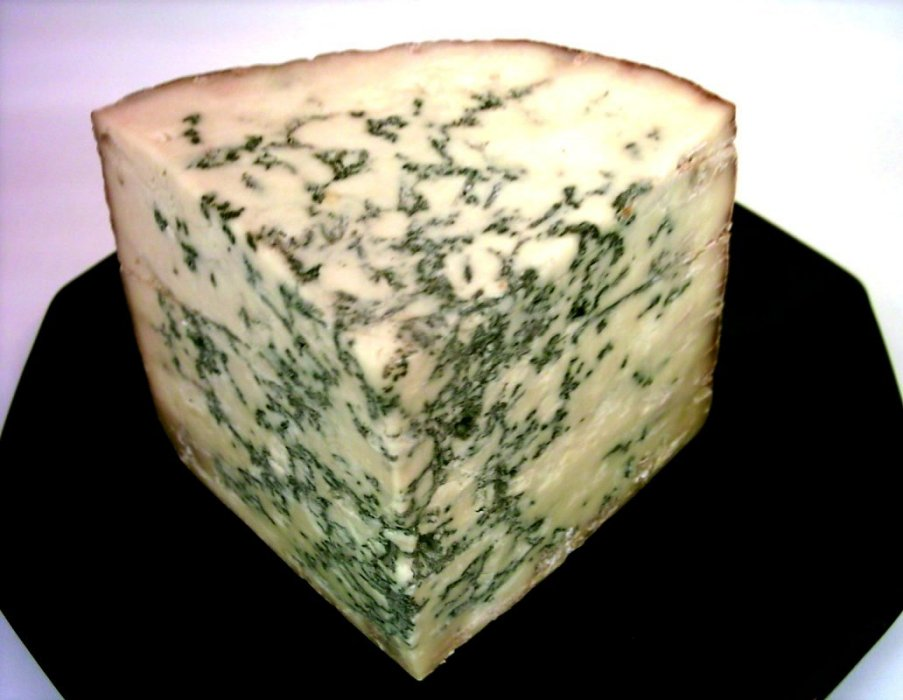
استیلتون
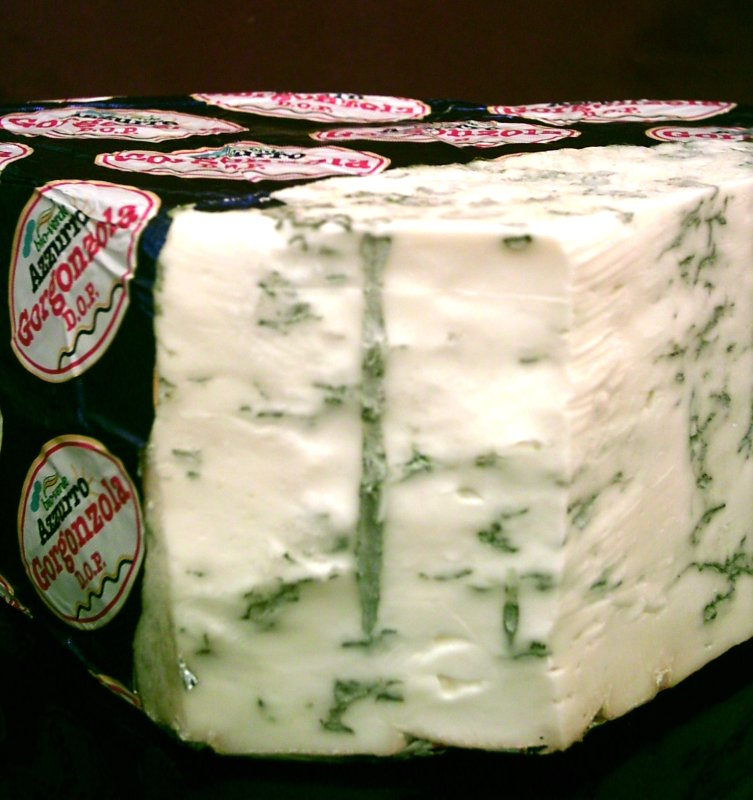
گورگونزولا